# Макс Фінкгрефе
Макс Фінкгрефе (нім. Max Finkgräfe, нар. 27 березня 2004, Менхенгладбах, Німеччина) — німецький футболіст, фланговий захисник клубу «Кельн».

## Ігрова кар'єра
Макс Фінкгрефе пройшов через юнацькі команди дортмундської та гладбахської «Боруссії». У 2021 році він приєднався до молодіжної команди «Кельна».
У квітні 2023 року Фінкгрефе підписав з клубом професійний контракт до 2025 року. У склад юнацької команди «Кельна» (U-19) Макс виграв Кубок Німеччини серед юніорів. 19 серпня 2023 року Макс Фінкгрефе дебютував на професійному рівні, коли вийшов на заміну у матчі чемпіонату країни проти дортмундської «Боруссії».